# Naruto: Clash of Ninja Revolution
Naruto: Clash of Ninja Revolution est un jeu de la série des Clash of Ninja, basé sur le populaire manga Naruto de Masashi Kishimoto. Il s'agit du deuxième jeu de la série Clash of Ninja de la nouvelle Nintendo Wii. Le premier : Naruto Shippūden: Gekitō Ninja Taisen! EX est sorti au Japon le 22 février 2007 et se base sur la nouvelle série d'anime Naruto Shippûden diffusée au Japon tandis que Naruto: Clash of Ninja Revolution sera une version exclusive au marché nord-américain et européen qui se basera sur la première saison de Naruto pour correspondre à la diffusion moins avancée de l'anime Naruto sur ce territoire.

## Système de jeu
Le jeu contient 20 personnages dont certains seront déjà connus de la série Clash of Ninja mais dont une partie seront de nouveaux personnages jamais vu dans la série. Il est composé également de neuf modes différents : mode histoire, score attack, time attack, survival, Versus 2 joueurs, Score Attack 2 joueurs, Survival 2 joueurs et un mode multijoueur de 1 à 4 joueurs. Les niveaux sont composés de deux zones distincts, c'est-à-dire que le combat débute sur une zone et peut très bien se terminer sur une deuxième zone différente si l'adversaire y est éjecté. Les environnements sont interactifs. Le jeu a également le droit au même type de mini-jeu adaptés à la manette Wii comme le jeu japonais Naruto Shippūden: Gekitō Ninja Taisen! EX en a eu le droit (ces mini-jeux portent les noms de Shuriken Throw, Rasengan Training et Shadow Clone Trick).

## Personnages confirmés
- Naruto
- Sakura
- Sasuke
- Kakashi
- Gaï
- Shikamaru
- Gaara
- Rock Lee
- Itachi
- Kisame
- Jiraya
- Tsunade
- Orochimaru
- Neji
- Tenten
- Temari
- Shino
- Ino
- Hinata
- Kankurô